# El Granada, Kalifornien
El Granada är en ort (CDP) i San Mateo County, i delstaten Kalifornien, USA. Enligt United States Census Bureau har orten en folkmängd på 5 467 invånare (2010) och en landarea på 12,5 km².